# Siebrand Rehberg
Siebrand Rehberg (* 19. Dezember 1943 in Aurich) ist ein deutscher Fotograf.

## Leben
Rehberg ist der Sohn von Lieselotte Rehberg (geb. Habelt) und des Kriminalisten Herbert Rehberg. Er wuchs in den ersten Lebensjahren in Aurich und später in Norden auf.
Wegen der beruflichen Veränderungen des Vaters zog die Familie nach Hannover. Er besuchte dort ab 1954 das Gymnasium Leibnizschule und ab 1961 das Athenaeum in Stade.
Rehberg absolvierte zwischen 1966 und 1969 eine Ausbildung zum Buchdrucker in Stade. Danach zog er nach West-Berlin, um Kunst zu studieren. Hier begann er, fasziniert von der Stadt und insbesondere dem Bezirk Kreuzberg, zu fotografieren.
1971 begann Rehberg seine Ausbildung zum Fotografen beim Lette-Verein in Berlin, u. a. in der Photoklasse bei Gerda Schimpf, die er 1973 abschloss. Parallel dazu lernte er 1971–1976 privat bei Michael Schmidt und wurde damit „Erster Schüler“ von Schmidt, der 1976 die Werkstatt für Photographie der VHS Kreuzberg gründete. Danach war er u. a. für die Zeit, das Zeit-Magazin und den Spiegel freiberuflich tätig, bald darauf als selbständiger Fotograf in den Bereichen Architektur, Interieur und Stadtansicht. In den Jahren 1975–2008 arbeitete er als wissenschaftlicher Fotograf an der TU Berlin. 1977 leitete Rehberg ein Wochenend-Seminar an der Werkstatt für Photographie in Berlin-Kreuzberg über das Cibachrome-Verfahren. 1980 legte er seine Meisterprüfung als Fotograf ab. Seit dieser Zeit arbeitet Rehberg mit dem Fotografen Michael Sauer, ebenfalls ein Lette-Absolvent, eng zusammen, mit dem er bis heute Projekte und Ausstellungen vorbereitet und durchführt.
Seit über 20 Jahren begleitet die Sozialpädagogin Gudrun Zerrath fotografisch ihren Mann Siebrand Rehberg auf den Wanderungen in der Mecklenburgischen Landschaft wie auch auf anderen fotografischen Exkursionen. Mehrere Projekte entstanden in der Vorbereitung mit ihr zusammen.
Siebrand Rehberg lebt und arbeitet in Berlin-Kreuzberg.

## Werk
1976 hatte Siebrand Rehberg seine erste Einzelausstellung der Serie „Berliner Kiez-Fassaden“ in der Galerie Zillestraße in Berlin. Die Abzüge dafür wurden im Cibachrome-Verfahren erstellt.
Von 1978 bis ca. 2010 entstanden über 100 Dokumentationen von Berliner Bürgerhäusern, sowie Innen- und Außenaufnahmen von Apotheken in Deutschland, meist als 6 × 9 cm und 9 × 12 cm Farbdiapositiv.
In den Jahren 1991 bis 1992 fotografierte Rehberg im Auftrag der Werbeagentur HC Andresen, einen großen Teil der Minol-Tankstellen in der ehemaligen DDR mit zwei Balgenkameras und zwei Assistenten. Die Aufnahmen wurden für den Prospekt Die Farbe Lila auf 6 × 9 cm Farbdiapositiv aufgenommen.
1993 entstand die Dokumentation des Hauses Ulla und Heiner Pietzsch, Berliner Kunstsammler und Mäzen, mit umfangreicher Sammlung von Werken namhafter Maler der klassischen Moderne. Die Fotografien wurden mit der Balgenkamera als 6 × 9 cm und 18 × 24 cm Farbdiapositiv erstellt.

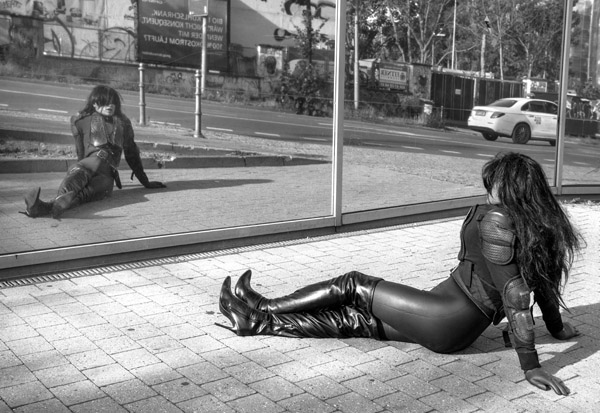

Seit 2000 fotografiert Rehberg Stadtansichten, insbesondere für den Schöning-Verlag und den Schikkus Verlag. Inzwischen besteht bereits ein Archiv von ca. 14 000 Fotografien von Berlin und Potsdam. Für das seit 2000 verfolgte Projekt „Berliner Vedouten“, fotografiert er Aufnahmen von einem erhöhten Standpunkt, das die Stadt zu verschiedenen Jahres- und Tageszeiten dokumentiert, anfangs analog mit einer Balgenkamera. 2004 erfolgte die Umstellung auf die digitale Fotografie. Bei der digitalen Kameratechnik, dem Scannen von Negativen sowie der digitalen Drucktechnik unterstützte ihn Philipp Buhrtz, der später als Philipp Baben der Erde bekannter Fotograf und nach Besuch der Filmhochschule bekannter Cinematographer wurde. Ihre Zusammenarbeit dauerte von 1999 bis 2006.
2014 waren Rehbergs Bilder der geteilten Stadt Berlin aus den 1970er Jahren erstmals in diesem Umfang im Rahmen des Europäischen Monats der Fotografie in der Collection Regard in Berlin zu sehen.
2015/16 beteiligte sich Rehberg an der umfangreichen Ausstellung „Europe Under Construction: Berlin 1945–2015“. Es wurden Arbeiten von über 30 Fotografen aus Amerika, Deutschland, Frankreich und Großbritannien gezeigt, unter anderem mit Jewgeni Chaldej, Arno Fischer, F.C. Gundlach, Barbara Klemm, Robert Lebeck, Will McBride, Jim Rakete, Henry Ries. Rehberg war mit 8 Fotografien aus West- und Ostberlin über Collection Regard beteiligt.

## Rezeptionen
Anlässlich der 2014 eröffneten Ausstellung „Signale des Aufbruchs“ sagte der Sammler Marc Barbey in seiner Einführungsrede über Rehbergs Stadtbilder der 70er Jahre: „Ich habe selten Bilder von den Berlinern der 70er Jahre in dieser Qualität gesehen. Man könnte fast schmunzelnd sagen: „Es sind alle da!“ Dass außerdem der Fokus insbesondere auf den Menschen und dem Stadtteil Kreuzberg gesetzt wurde, finde ich äußerst interessant und spannend. Siebrand Rehbergs Straßenfotografien haben mich auf Anhieb überzeugt, denn er hat es geschafft, einen sehr breiten Teil der Kreuzberger und Berliner Gesellschaft eindrucksvoll und einfühlsam einzufangen. Er liefert uns mit hohem fotografischen Können ein wunderbares Zeitdokument von Menschen aller Schichten, sowohl aus West- als auch Ost-Berlin. … Einige Motive von Siebrand Rehberg könnten Fotografische Ikonen werden.“
Der Publizist und Herausgeber Erik Steffen, mit dem es seit 2011 eine Zusammenarbeit bis heute gibt, schreibt im dazugehörigen Bildband „Signale des Aufbruchs“ : „Der Fotograf hat allem eine Erinnerung bewahrt, die Signale eines gesellschaftlichen Aufbruchs glimmen. In den vertrauten Bewegungen, an den vertrauten Orten seiner Wahlheimat Kreuzberg gelingen Siebrand Rehberg Momentaufnahmen von großer Intensität. Von Menschen und ihren Lebensbedingungen, von Lebensfreude und Selbstbehauptung in einer unwirtlichen Umgebung.“
Die DGPh schreibt über die Photographien: „Das Buch zeigt eine ‚street photographie‘ von großer Qualität und ist mit dem Buch ›um/around 1979‹ (DGPh newsletter September 2014) eine interessante Auseinandersetzung mit den photographischen Konzepten dokumentarischer Photographie der 1970er Jahre. Die Photographien sind ein Zeitdokument weit über die Stadt Berlin hinaus und ein wichtiger Beitrag zur ‚street photography‘ in Deutschland.“ (DB)
Im Bildband zur Fotoausstellung: Ungeschönt Menschen – Bewegungen – Stadtansichten, Oktober 2018, mit 7 weiteren Fotografen im Friedrichshain/Kreuzberg Museum, schreibt Erik Steffen: „Siebrand Rehberg, sensibler Chronist der Kreuzberger Aufbruchzeiten vor 40 Jahren, bewegt sich mit der Kamera seit 2012 erneut durch seinen Kiez. Neugierig und rastlos. Die einst stille Admiralbrücke ist nun zum touristischen Hotspot geworden, überall Musik und der fantasievolle Kampf um Wahrnehmung oder Unterstützung an jeder Straßenecke. Bunt seine Fotografien nun, bunt ist die Welt vor der eigenen Haustür. International scheint das Bedürfnis, einfach zu leben in dieser Welt, deren Widerhaken die einen auf die Straße zwingen und die anderen auf scheinbar sicherem Terrain wandeln, wohnen und leben lassen. Eine Welt der Gegensätze.“
Noch einmal der Publizist E. Steffen im Katalog zur Ausstellung: Traumartige Bilder – Landschaft ohne Menschen, 2018 im Rathaus der Bergringstadt Teterow mit Fotografien der Mecklenburgischen Schweiz. „Eine Landschaft wie eine verschwommene Erinnerung an die eigenen Herkunftswege. Siebrand Rehberg, bekannter Großstadtfotograf, hat mehr als ein Jahrzehnt die von der Eiszeit geformte Gegend dokumentiert. Entstanden sind überwältigende Bilder, die wie Seelenlandschaften wirken, eine Hommage und ein Abschied zugleich. Scheinbar unberührte Natur. Menschliche Spuren sind kaum sichtbar.“

## Werke
- 1971–76: West-Berliner Fotografien, Signale des Aufbruchs, Straßenfotografie, West-Berlin
- 1971–76: Ost-Berliner Fotografien, Signale des Aufbruchs, Straßenfotografie, Ost-Berlin
- 1971–76: Kinder und Jugendliche, Signale des Aufbruchs, Straßenfotografie, West-Berlin
- 1972–77: Berliner Kiez-Fassaden, Fotografien auf Cibachrome, Berlin
- 1973: Festival der Jugend und Studenten, Straßenfotografie, Ost-Berlin
- 1974: 25 Jahre DDR, Straßenfotografie, Ost-Berlin
- 1975: Der Bettler und die Berliner, Straßenfotografie, Tauentzien, West-Berlin
- 1978–93: West-Berliner Häuser, Architektur und Interieur
- 1991: Die Farbe Lila, Tankstellen in Ost-Berlin und der ehemaligen DDR
- 1993: Haus Ulla und Heiner Pietzsch, Berliner Kunstsammler und Mäzen
- 1995–2010: Apotheken, Architektur und Interieur, Deutschland
- 1998–2019: Berlin und Potsdam, Stadtansichten, Sehenswürdigkeiten aus Berlin und Potsdam
- 2016: Christopher Street Day, Berlin
- 2000–2025: Berliner Veduten, Stadtansichten (Fotografien von höheren Standpunkten)
- 2001–2025: Schloßplatz Berlin Wandlung, Berlin
- 2003–08: Universitätsbibliothek im Volkswagenhaus, Architektur und Interieur
- 2003–17: Landschaft Mecklenburgische Schweiz, Mecklenburgische Schweiz, Malchiner See
- 2004: East meet West, Fotografien aus Dubai, für Werbeagentur S-B Konzept
- 2005–25: Natur Landschaft Metamorphose, von der Küste über das Mittelgebirge zum Hochgebirge, Landschaftsfotografien in S-W, Deutschland
- 2012–25: Berlin ungeschönt, Straßenfotografie, S-W und Farbe, Berlin

## Ausstellungen
- 1976: Berliner Kiez-Fassaden, Galerie Zillestraße, Berlin & fotografisk gallerie, Kopenhagen
- 2012: Augenblicke. Stillstand und Bewegung. Fotografien aus Kreuzberg, The Browse Gallery, Berlin* 2012: Augenblicke. Stillstand und Bewegung. Fotografien aus Kreuzberg, The Browse Gallery, Berlin
- 2013: Augenblicke. Stillstand und Bewegung. Fotografien aus Kreuzberg, Rathaus, Porta Westfalica
- 2013: Liepnitzsee: See-Landschaft – keine Menschen, Berlin Fotofestival Browse 2013, STATION Berlin[12]
- 2014: Augenblicke. Stillstand und Bewegung. Fotografien aus Kreuzberg, Stadtmuseum, Wiesbaden
- 2014: Siebrand Rehberg – Berliner – Signale des Aufbruchs, Collection Regard, Berlin[13][14][15]
- 2014: Kreuzberg wie es einmal war …[16]
- 2015: Augenblicke. Stillstand und Bewegung. Fotografien aus Kreuzberg, Rathaus, Bensheim
- 2015: WEST:BERLIN Eine Insel auf der Suche nach Festland, Fotografie: Jugendliche vom Georg von Rauch-Haus 1971 Berliner Stadtmuseum
- 2015: Europe Under Construction Berlin 1945–2015, Fotografien: Berliner Signale des Aufbruchs, Chaussee 36, Berlin[17]
- 2015: Arles OFF 2015 , Collection Regard, Fotohaus Berlin
- 2015: Abriss und Aufbruch am Kottbusser Tor 1945–2015, FHXB Museum, Berlin
- 2016: Signale des Aufbruchs, Galerie Rock-paper, Aufbauhaus, Berlin
- 2016: Menschen in Kreuzberg , Rathaus Ingelheim
- 2016: Arles OFF , Collection Regard, Fotohaus Berlin
- 2017: Made in Kreuzberg, Menschen in Kreuzberg 2012–2017, in der Remise, Atelier Martina Dempf, Berlin[18]
- 2018: Ungeschönt – Menschen, Bewegungen, StadtansichtenEMOP 2018, Friedrichshain-Kreuzberg Museum, Berlin[19][20][21]
- 2018: Fotografien Mecklenburgische Schweiz, Rathaus, Bergringstadt Teterow[22]
- 2019: Berliner Signale des Aufbruchs, S-W Fotografien, Café Olé in der UFA Fabrik, Berlin
- 2021: Wenn die Nacht am tiefsten – Ton Steine Scherben in ihrer Zeit, S-W Fotografien, Kunstquartier Bethanien, Berlin
- 2021: Kinder in Kreuzberg, The Browse Gallery, Berlin
- 2024: Berlin ungeschönt, Die im Licht und die im Schatten, S-W Fotografien 2012–2022, In der Remise, Atelier Martina Dempf, Berlin

## Publikationen
- Bernd Hettlage: Volkswagen University Library Technische Universität and Universität der Künste Berlin. (= Die neuen Architekturführer. Band 183). Fotografien Markus Hilbich, Siebrand Rehberg. Berlin 2013, ISBN 978-3-86711-212-3, S. 2, 3.
- Siebrand Rehberg – Signale des Aufbruchs: Berlin-Fotografien der frühen Siebzigerjahre. Texte von Erik Steffen. Nicolai, Berlin 2014, ISBN 978-3-89479-878-9.
- Renaud Vercouter (Hrsg.): Europe Under Construction Berlin 1945–2015. Verlag Chaussee 36, Berlin 2015, ISBN 978-3-9817566-0-9, S. 81.
- Marc Barbey (Hrsg.): Siebrand Rehberg – West-Berlin 1972–1977. ConferencePointVerlag, Hamburg 2015, ISBN 978-3-936406-48-1.
- Ellen Röhner, Erik Steffen (Hrsg.): Stillstand und Bewegung, Menschen in Kreuzberg, Fotografien aus den 1970ern und 1980ern. Berlin Story Verlag, Berlin 2012, ISBN 978-3-86368-091-6, S. 12–27.
- Sophie Perl, Erik Steffen (Hrsg.): Abriss und Aufbruch am Kottbusser Tor 1945–2015. Fotografien Siebrand Rehberg. Berlin 2015, ISBN 978-3-935810-09-8, S. 23, 24, 88.
- Siebrand Rehberg (Hrsg.): Mecklenburgische Schweiz. Mit Originalfotografie, signiert und nummeriert. Limitierte Auflage von 500 Stück. Berlin 2017, ISBN 978-3-00-057772-7.
- Ellen Röhner, Erik Steffen (Hrsg.): Ungeschönt. Menschen – Bewegungen, Stadtansichten, Friedrichshain-Kreuzberg. Fotografien 1990–2018. Berlin Story Verlag, Berlin 2018, ISBN 978-3-95723-140-6, S. 28–43.
- Siebrand Rehberg (Hrsg.): Berlin ungeschönt, Fotografien 2012–2022. Handsigniert und ediert. Limitierte Auflage von 300 Stück. Berlin 2024, ISBN 978-3-00-076837-8.
- Franziska Nentwig, Dominik Bartmann (Hrsg.): West:Berlin. Eine Insel auf der Suche nach Festland. Stiftung Stadtmuseum Berlin, Berlin 2014, ISBN 978-3-910029-61-3, S. 77.
- John Colton (Hrsg.): Wenn die Nacht am tiefsten –Ton Steine Scherben in ihrer Zeit. Browse Gallery, Berlin 2022, ISBN 978-3-00-071779-6, S. 86, 87, 95.

## Galerie

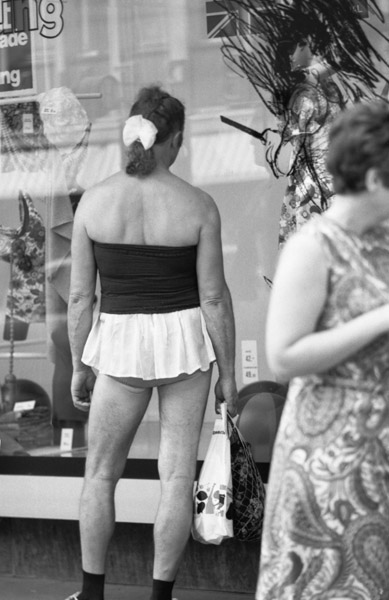
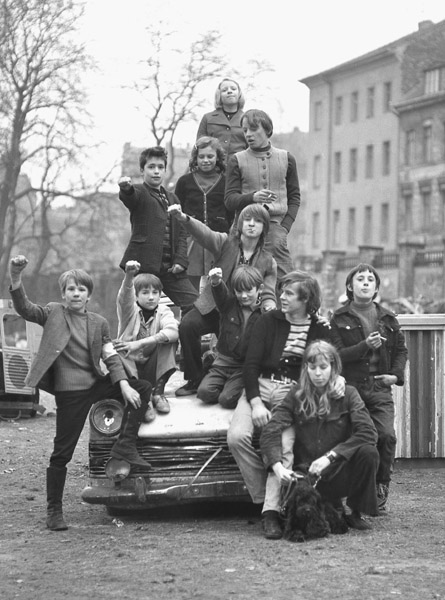
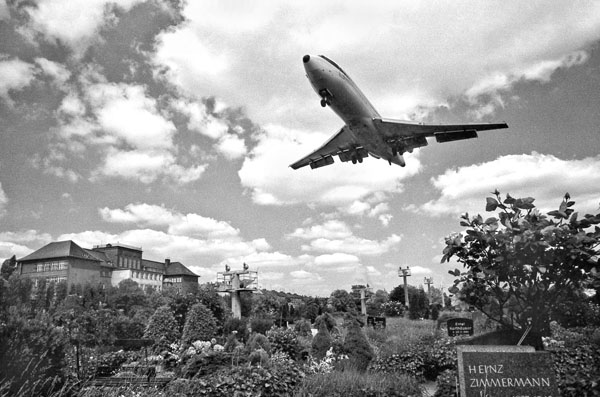
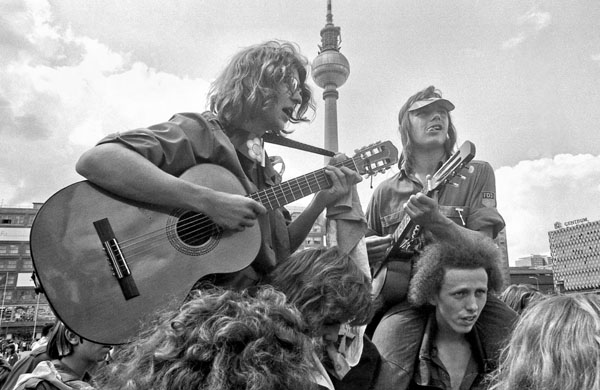
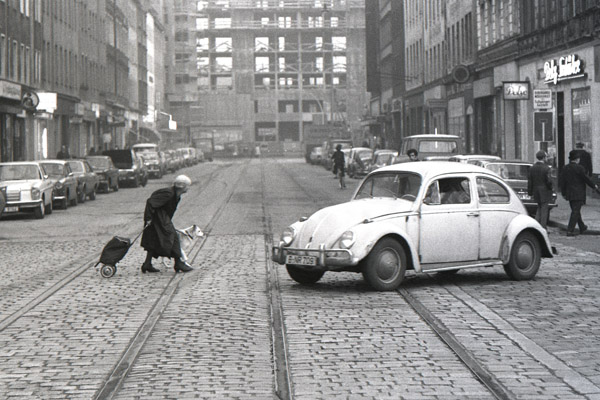
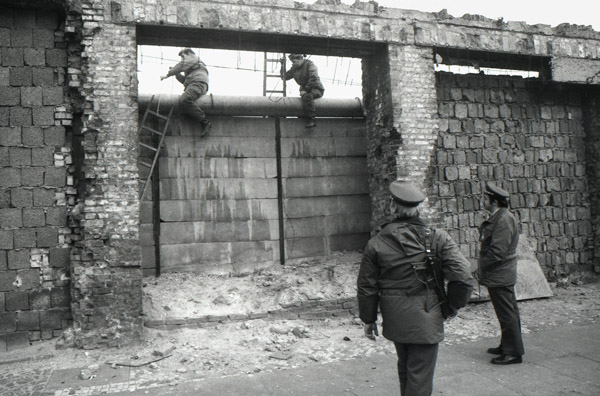
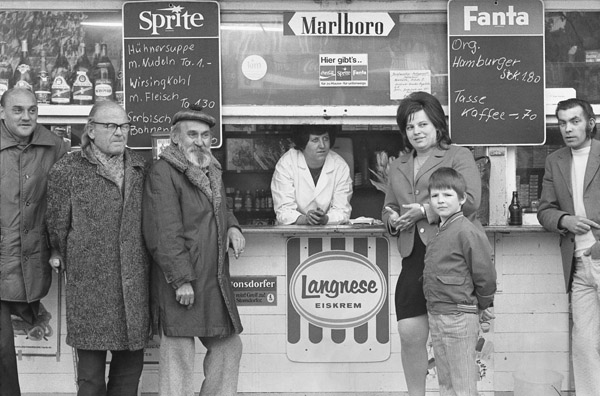
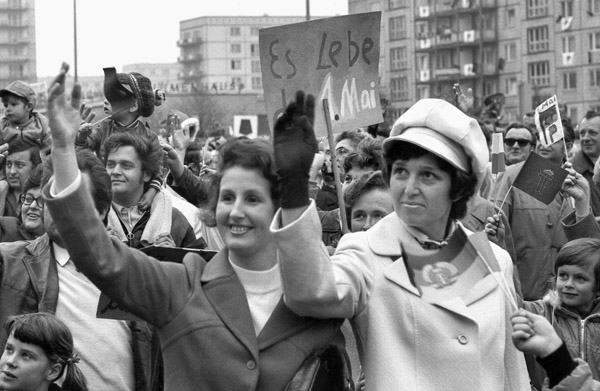
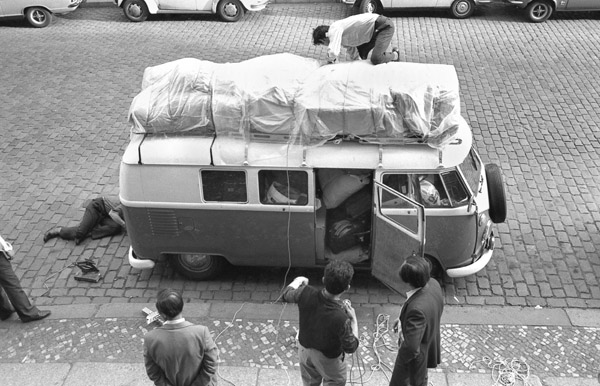
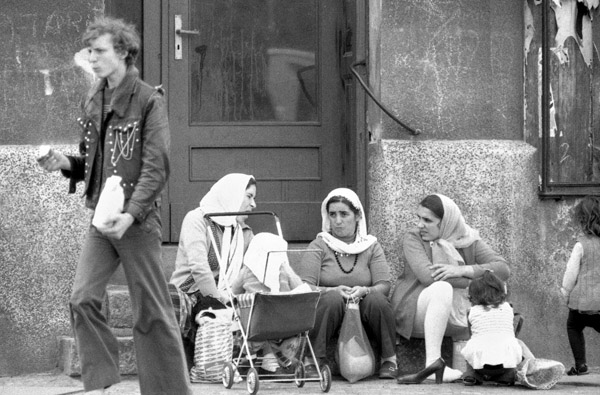
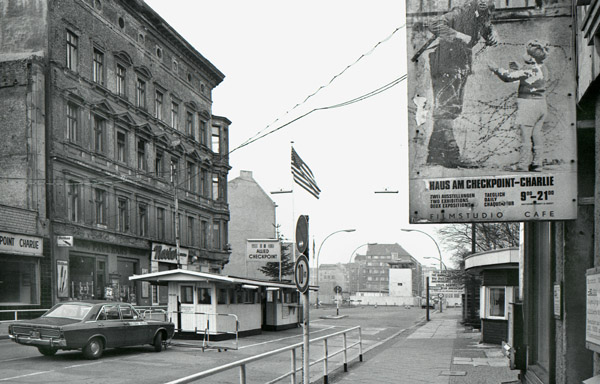
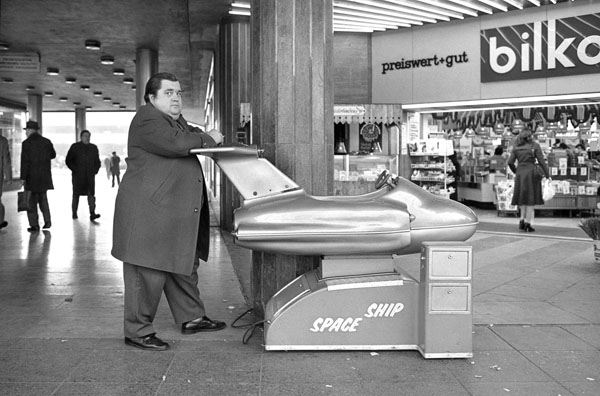
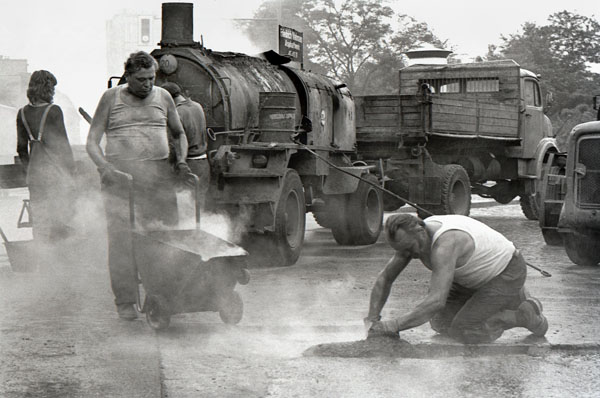
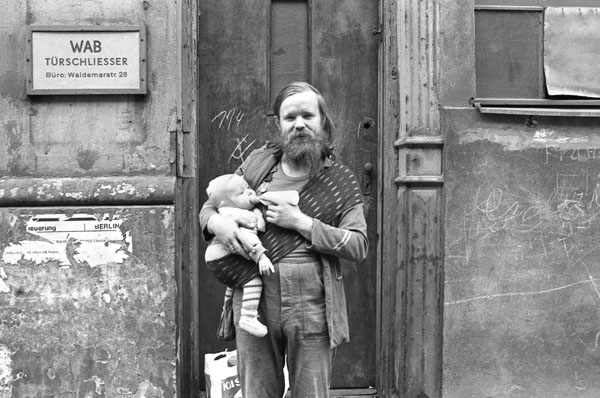
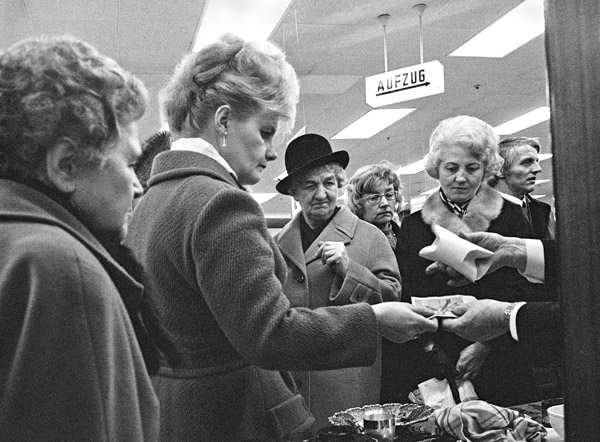
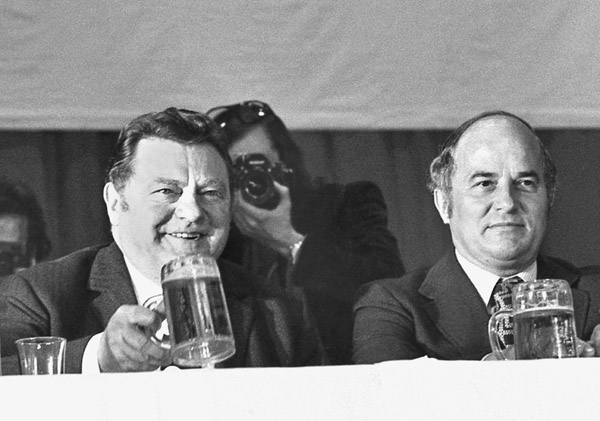
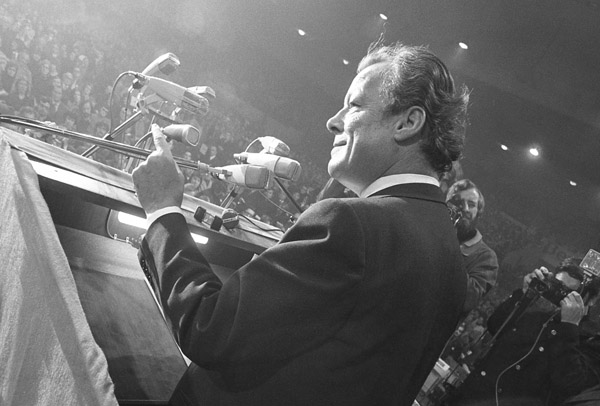
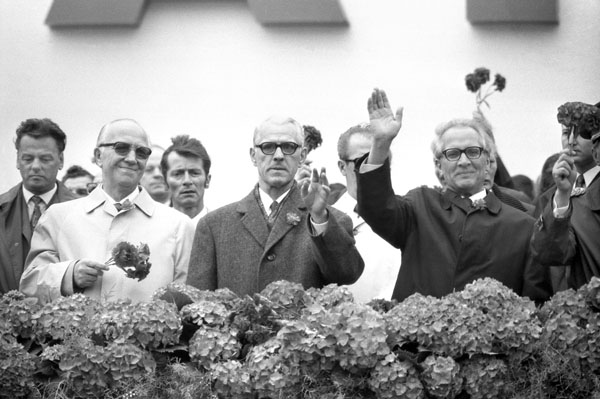